# Carnetin
Carnetin (franskt uttal: [kaʁnətɛ̃]
 ( lyssna)) är en kommun i departementet Seine-et-Marne i regionen Île-de-France i norra Frankrike. Kommunen ligger i kantonen Lagny-sur-Marne som tillhör arrondissementet Torcy. År 2022 hade Carnetin 457 invånare.

## Befolkningsutveckling
| Befolkningsutvecklingen i Carnetin 1968–2021 | Befolkningsutvecklingen i Carnetin 1968–2021 | Befolkningsutvecklingen i Carnetin 1968–2021 | Befolkningsutvecklingen i Carnetin 1968–2021 | Befolkningsutvecklingen i Carnetin 1968–2021 |
| -------------------------------------------- | -------------------------------------------- | -------------------------------------------- | -------------------------------------------- | -------------------------------------------- |
|                                              |                                              |                                              |                                              |                                              |
| År                                           |                                              |                                              | Folkmängd                                    |                                              |
| 1968                                         | 1968                                         |                                              | 207                                          |                                              |
| 1975                                         | 1975                                         |                                              | 311                                          |                                              |
| 1982                                         | 1982                                         |                                              | 376                                          |                                              |
| 1990                                         | 1990                                         |                                              | 411                                          |                                              |
| 1999                                         | 1999                                         |                                              | 436                                          |                                              |
| 2007                                         | 2007                                         |                                              | 437                                          |                                              |
| 2015                                         | 2015                                         |                                              | 452                                          |                                              |
| 2021                                         | 2021                                         |                                              | 456                                          |                                              |